# Toute la beauté du monde
Pour plus de détails, voir Fiche technique et Distribution.
Toute la beauté du monde est un film français réalisé par Marc Esposito, sorti en 2006.

## Synopsis
Dès leur première rencontre, Frank tombe fou amoureux de Tina. Mais elle ne peut pas l'aimer : l'homme de sa vie vient de mourir, elle est en pleine dépression. Lors d'un voyage à Bali où Tina tente de reprendre goût à la vie, Frank s'impose en douceur comme un guide, un compagnon de voyage, bientôt comme un ami... Tina finira-t-elle par aimer Frank ? Ce dernier, éperdument amoureux d'elle, finit par se lasser et prend du recul. Il choisit alors de disparaître de la vie de la jeune femme, pour ne pas perdre la raison. Les deux jeunes gens finiront-ils par se retrouver ?

## Fiche technique
- Titre : Toute la beauté du monde
- Réalisation : Marc Esposito
- Scénario : Marc Esposito, d'après son propre roman aux éditions Anne Carrière
- Premier Assistant réalisateur : Hubert Engammare
- Production : Pierre Javaux
- Producteur exécutif : Mat Troi Day
- Producteur exécutif : Christian Gerber, Marc Malecot et Georges Langlois
- Sociétés de production : Pierre Javaux Productions, TF1 Films Production, TPS Star
- Soutien à la production : Soficinéma, Procirep, Angoa-Agicoa, Siam Movies
- Ventes internationales : Roissy Films, Plaza Production International
- Budget : 5,30 millions d'euros[1]
- Musique : Béatrice Thiriet
- Photographie : Antoine Roch
- Directeur artistique : Jean-Jacques Gernolle
- Chef décorateur : Fabienne Guillot
- Montage : Benoît Alavoine
- Costumes : Aurore Vicente et Mélanie Gautier
- Pays d'origine :  France
- Format : couleur - 2,35:1 - Dolby Digital - 35 mm
- Genre : comédie dramatique, romance
- Durée : 103 minutes
- Langue : français

## Distribution
- Marc Lavoine : Franck
- Zoé Félix : Tina
- Jean-Pierre Darroussin : Michel
- Albane Duterc : Catherine
- Pierre-Olivier Mornas : Roland
- Tom Mitaux : Lucien, le petit frère de Tina
- Lucie Phan : Isabelle, la sœur de Franck
- H.I.M. Damsyik : Bodharto
- Hervé Larribe : Jeannot
- Mayane Delem : Mayane
- Anchittha Phongchub : Lucy
- Alit Barja : le chauffeur
- Susi Erlina : l'amie de Franck
- Nengah Sudarna Komet : l'ami de Franck
- Félix Lett : Rémi
- Basile Melchior : Thomas
- Watine Simanee : le frère de Franck
- Supanart Eadsakul : la petite sœur de Franck
- Jeanne Bertin : la fiancée de Roland
- Jean-Noël Crouzet : le serveur
- Boris Goloubinsky : le banquier
- Camille Cattan : la barmaid
- Aurélie Bonvalet : la fiancée de Lulu

## Autour du film
Le tournage s'est déroulé dans les îles de Bali et Lombok en Indonésie, mais aussi en France dans les Bouches-du-Rhône (Arles, Camargue, Alpilles) et en Thaïlande, dans la région de Chiang Mai.

## Exploitation en salles
Les données ci-dessous proviennent de l'Observatoire européen de l'audiovisuel. Exploitation mondiale : 617 273 entrées.  
| Pays       | Distributeur        | Date de sortie | Box-office |
| ---------- | ------------------- | -------------- | ---------- |
| Belgique   | Victory Productions | 15/02/2006     | 13 409     |
| Suisse     | JMH Distributions   | 08/02/2006     | 2 420      |
| France     | UGC Distribution    | 08/02/2006     | 600 717    |
| Grèce      | Odeon (édition DVD) | NC             | NC         |
| Luxembourg | Victory Productions | 15/02/2006     | 727        |